# Argostemma rostratum
Argostemma rostratum är en måreväxtart som beskrevs av Nathaniel Wallich. Argostemma rostratum ingår i släktet Argostemma och familjen måreväxter.
Artens utbredningsområde är Assam (Indien). Inga underarter finns listade i Catalogue of Life.